# Dennis Township
Dennis Township est un township américain situé dans le comté de Cape May au New Jersey.

## Géographie
La municipalité s'étend sur 64,33 milles carrés (166,61 km2), dont 3,53 milles carrés (9,14 km2) d'étendues d'eau.
Principalement rural, Dennis Township accueille plusieurs espaces naturels protégés dont la réserve de Dennis Creek, la réserve des marais côtiers de Cape May, la forêt d'État de Belleplain (en) et le refuge national de Cape May (en).

## Histoire
Dennis Township est créé par scission de Upper Township (en) en mars 1827. Les boroughs de Sea Isle City et Woodbine deviennent indépendants du township en 1882 et 1903.
La région se développe particulièrement à la suite de la construction de l'autoroute du New Jersey, Garden State Parkway (en). La population du township double ainsi entre 1970 et 1990.

## Démographie
Lors du recensement de 2010, sa population est de 6 467 habitants. Situé sur la côte du New Jersey, le township voit sa population multipliée par six durant l'été.